# 欧洲移民危机年表

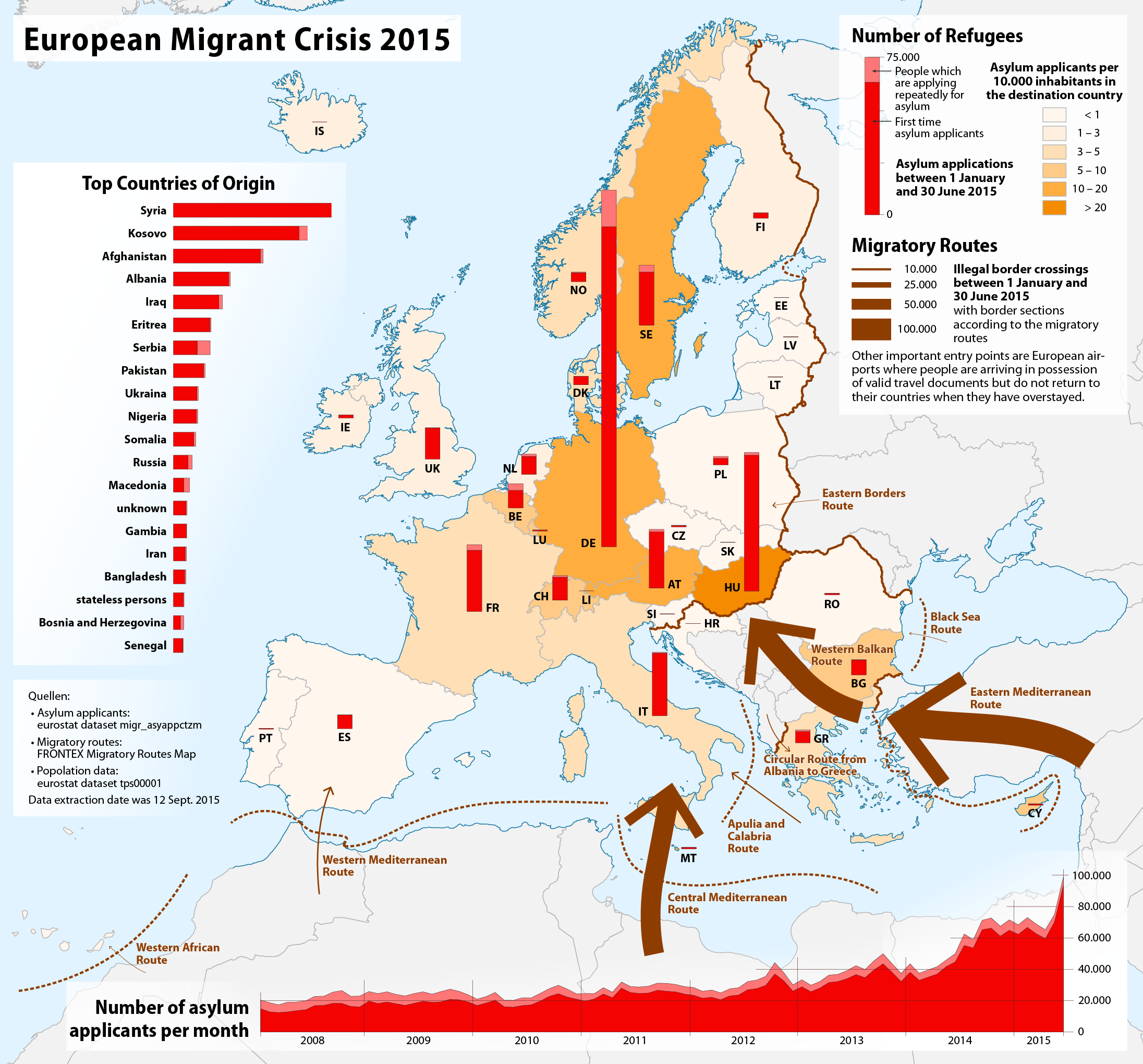
2015年欧洲移民危机地图

这是2004年至今欧洲移民危机的时间表，列出了2004-2019年的移民船只失事事件、与土地移民有关的事件以及各国对歐洲移民危機的政治反应。

## 2015年之前

### 2004年
- 利比亚和意大利政府达成了一项秘密协议，要求利比亚接受从意大利领土驱逐出境的非洲移民。这导致许多人在2004年至2005年之间从兰佩杜萨岛被遣返回利比亚，这一举动招致了欧洲议会的批评。[1]

### 2007年
- 5月21日：一艘载有53人的移民船在马耳他南部约150公里（80海里）失踪。[2]

### 2008年
- 8月26日：一艘移民船在马耳他南部70公里（40英里）处沉没；至少有71名移民溺亡，8人获救。[3]

### 2009年
- 3月27-29日：3月27日，一艘载有约250人的移民船在距离利比亚海岸48公里（30英里）处倾覆，利比亚和意大利海军救起了21名幸存者。3月29日，一艘载有350人的移民船在同一地区被意大利商船营救。[4]另据估计，同一地区还有两艘装载共约250人的船只失踪。[5][6]

### 2011年
- 4月6日：一艘载有至少201人的移民船在意大利兰佩杜萨岛以南59公里（37英里，32海里）处沉没。意大利海岸警卫队救起了48名幸存者。[7]

### 2013年
- 10月3日：一艘载有至少515人的移民船在兰佩杜萨附近沉没。意大利海岸警卫队救起了155名幸存者。[8][9][10][11]
- 10月11日：一艘移民船在距离兰佩杜萨岛120公里（75英里）处沉没，至少有34名移民溺亡。[12]

### 2014年
- 6月29日：埃及边境警卫在布海拉省挫败一起172人试图人口走私到意大利的案件。至少有五名埃及人是幕后走私犯。[13]
- 9月11日：一艘载有500多人的移民船在马耳他附近沉没，九名幸存者获救。[14][15]
- 9月15日：一艘载有250多人的移民船在利比亚海岸附近沉没，36人获救。[16][17]

## 2015年

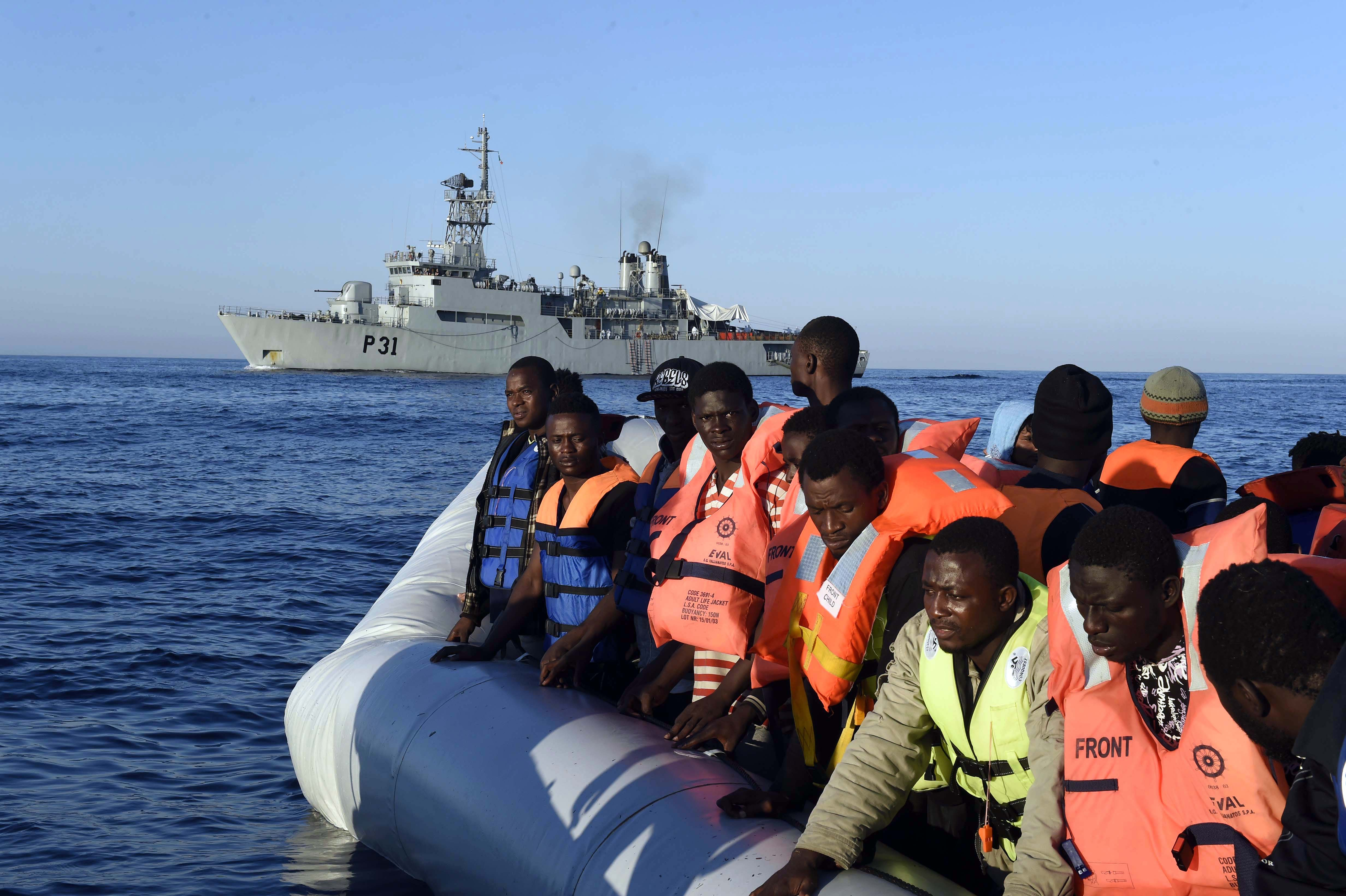
北非难民横渡地中海

### 2015年1月
- 1月2日：在意大利海岸一艘名为“艾萨丁号”的船上救起了360名叙利亚移民。船只相信是被人贩子的船员遗弃了，并在地中海沿岸漂流了好几个星期。[18][19]

### 2015年2月
- 2月9日：利比亚沿海四艘充气艇沉没后，至少有300名移民被淹死。[20]

### 2015年3月
- 3月3日：十名移民在利比亚海岸翻船时淹死。意大利海岸警卫队在24小时内救起了近1,000人。[21]

### 2015年4月
- 4月12日：一艘载有550名移民的船倾覆。据信约有400人被淹死，约150人被意大利海岸警卫队救起。[22]
- 4月16日：一艘船在利比亚海岸沉没，大约40名移民溺水身亡。与此同时，在另一艘船上十二名基督教徒被穆斯林移民抛入海后淹死。船上大约有150名移民，船是从利比亚开往意大利。意大利警方逮捕了十五名穆斯林移民，并指控他们“因宗教仇恨而引发的的多起恶意谋杀罪”。[23]
- 4月18日：一艘载有700名移民的船倾覆在意大利岛屿兰佩杜萨以南的利比亚水域。据信有至少650名移民溺亡，而意大利海岸警卫队救起了28名移民。这是移民危机期间沉船事故死亡人数最多的一次。[24]
- 4月22日：十四名移民在马其顿韋萊斯附近的被一列火车撞死。大批索马里和阿富汗移民沿着铁道步行前往西欧。[25]

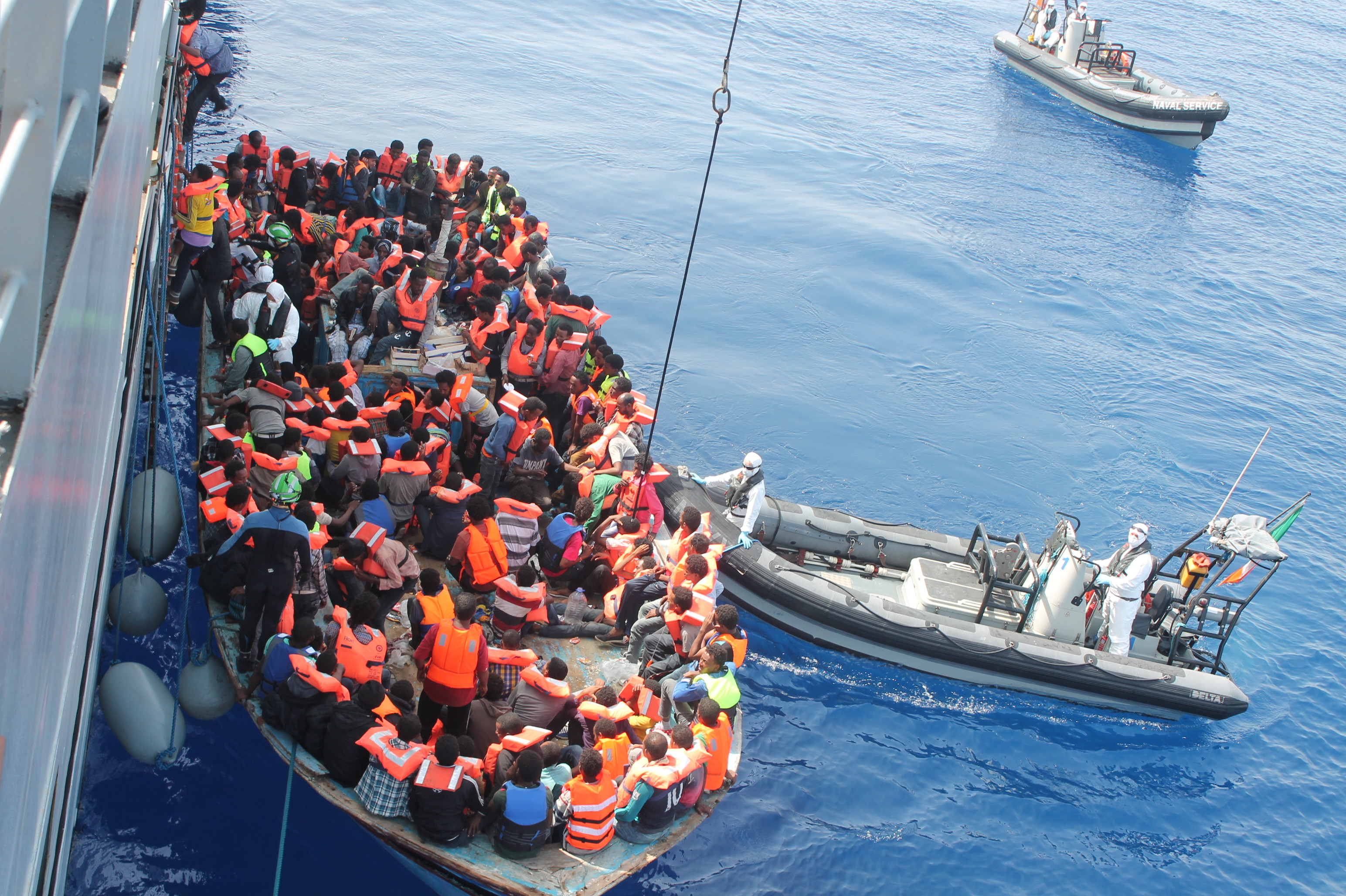
爱尔兰海军爱妮号于2015年6月在地中海救援移民。

- 4月23日：欧洲理事会召开紧急峰会讨论移民危机。峰会同意为移民船的救援行动提供三倍资金，一些欧盟成员国承诺提供更多的船舶和其他资源。峰会还同意在移民船只采取行动之前，对其进行抓捕和摧毁，并将移民官员部署到非欧盟国家。[26][27]

### 2015年5月
- 5月4日：一艘载着130多名移民的船在西西里岛海岸沉没。据信有40人被淹死，而其余人则被马耳他商船救起。[28]
- 5月11日：欧洲联盟委员会提议欧盟成员国应根据配额计划来接纳难民。接受过大量移民和庇护申请的国家——如意大利、马耳他和德国——支持这项提议。其他国家，如奥地利、匈牙利、斯洛伐克和爱沙尼亚反对。[29]

### 2015年6月
- 6月26日：欧洲理事会召开会议，同意将40,000名来自意大利和希腊的移民转移到其他欧盟成员国。会议还同意接纳另外20,000名来自欧盟以外的难民。据宣布，转移计划是自愿的，每个国家都不会有强制性的配额。联合国难民署的最新数字显示，2015年上半年，有63,000名移民抵达希腊，62,000名移民抵达意大利。[30]

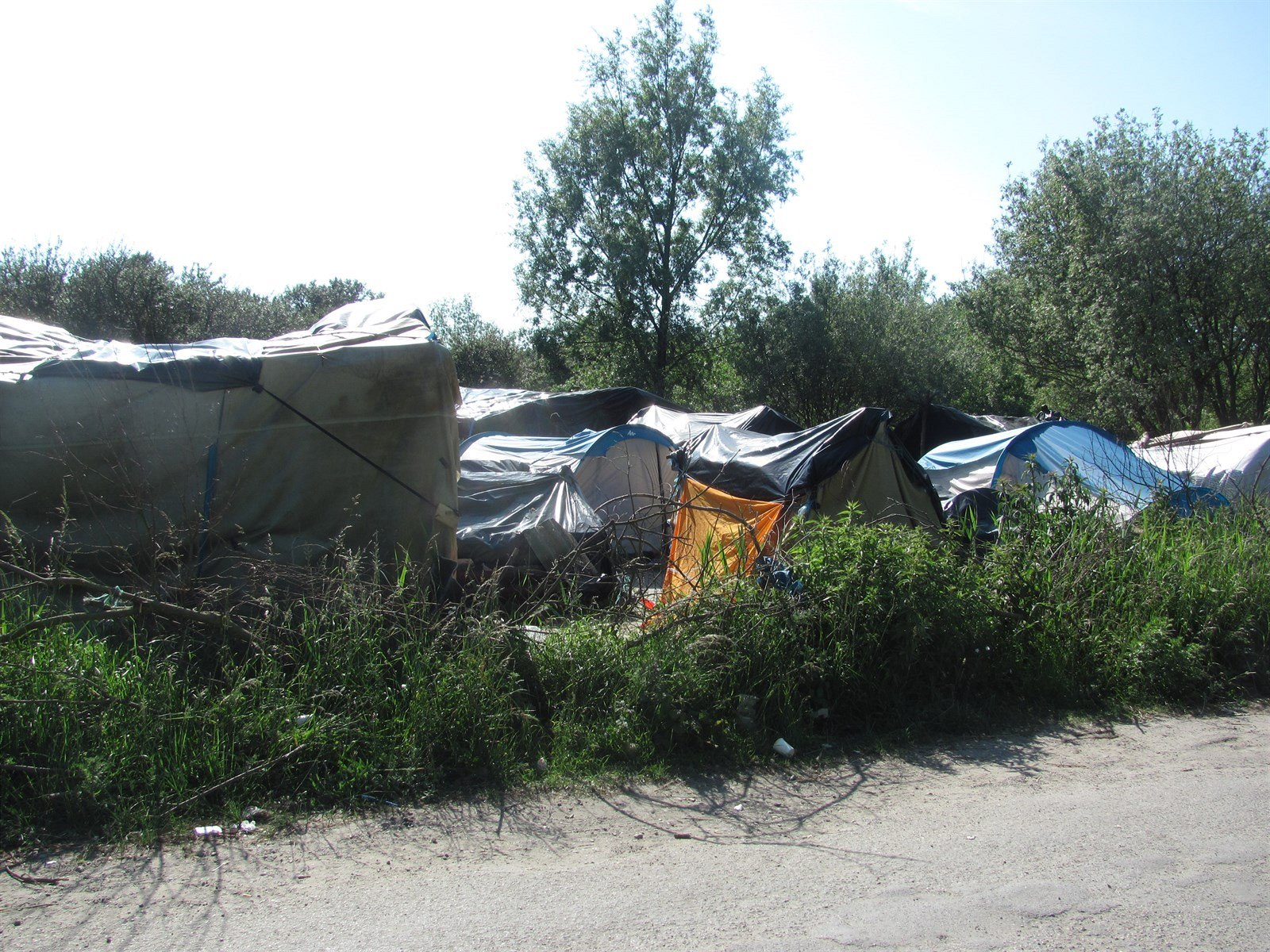
“加萊叢林”移民营

- 6月23/24日和29/30日：渡轮工人的罢工造成法国加来交通大堵塞。附近营地的数百名移民（英语：Migrants around Calais）试图利用这种情况强行跳上开往英国的货车，再藏匿车内偷渡到英国。这导致移民与警察的冲突，警察使用警棍和胡椒喷雾来阻止移民。一些货车司机受到了挥舞着刀和铁条的移民的威胁。[31]混乱的局面迫使渡轮码头和英法海底隧道关闭。[32]
- 6月27日：英国宣布将在加来英法海底隧道口建造两英里以上的高安全围栏，试图阻止数千名移民强行跳上开往英国的货车。[33][34][35]

### 2015年7月
- 7月9日：一艘拥挤的小船在利比亚沉没，十二名移民淹死。意大利海岸警卫队救起了106人。[36]

- 7月13日：匈牙利开始在与塞尔维亚接壤的边境地带兴建隔离墙。[37][38]

### 2015年8月
- 8月4日：保加利亚开始在与土耳其接壤的边境建立新的铁丝网围栏，以阻止非法入境的移民。这是2013年11月开始建造的围栏的最后一部分，建成后将完全封闭边境。[39]

- 8月5日：一艘载有400至600名移民的船在利比亚海岸沉没。约有400人被爱尔兰海军（英语：Irish Naval Service）舰艇救起，25具遗体被找到。[40]

- 8月8日：一辆拥挤的公共小型客车在土耳其巴勒克埃西爾附近的行驶途中撞毁，至少造成11人死亡，29人受伤。乘客是被认为是在前往海岸的途中，并试图抵达希腊的叙利亚移民。[41]

- 8月10日：一名厄立特里亚移民在瑞典韦斯特罗斯的宜家商店随意砍死了两名瑞典人（英语：2015 IKEA stabbing attack）[42]，以报复被瑞典拒绝庇护。他随后刺伤了自己的腹部。[43]事件引起了全世界的关注，并引发了关于瑞典移民和庇护（英语：Immigration to Sweden）的辩论。[44]

- 8月15日：在利比亚海岸附近一艘拥挤不堪的船上，至少有40名移民死亡。他们因发动机的烟雾窒息而死，另外320人被意大利海军救起。[45]

- 8月20-22日：马其顿封锁了与土耳其接壤的南部边境，并宣布进入紧急状态以应对大量涌入的移民，因为每天试图进入马其顿的人数增加至3,000人。成千上万的移民集结在边境，试图强行通过马其顿警方设立的封锁线。警方向他们发射了催泪弹和眩晕弹，并用警棍迫使他们返回。[46][47]

- 8月22日：大约有4,400名移民从叙利亚海岸的船只被救出，这是迄今为止最大的救援行动之一。意大利海岸警卫队收到超过20艘船只的求救电话。[48][49]

- 8月25日：大约有50名移民在利比亚海岸一艘拥挤的船上窒息死亡。约有430人被瑞典海岸警卫队的船只救出。[50][51]

- 8月27日：两艘船在利比亚祖瓦拉沉没，大约有200名移民被淹死。近200人被利比亚海岸警卫队救起。[52]

- 8月27日：在奥地利A4高速公路一辆被遗弃的卡车里发现了71名被认为是叙利亚难民的移民（包括四名儿童）。他们被认为是卡车驶过匈牙利时窒息死亡。[53]

- 8月30日；至少有37名移民在利比亚胡姆斯海岸船只沉没事件中淹死。[54]

### 2015年9月

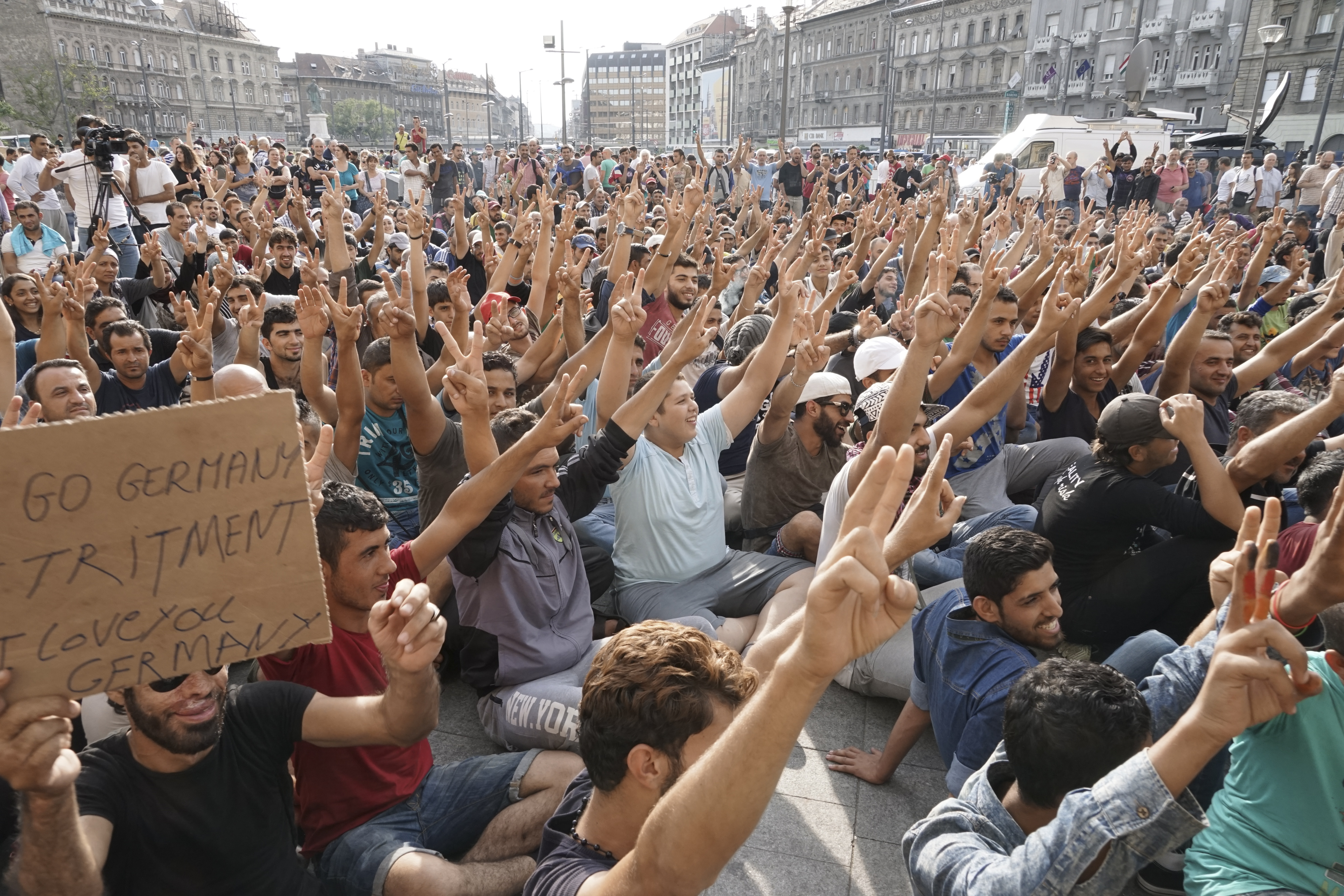
2015年9月3日，移民在布达佩斯的凯莱特火车站外抗议

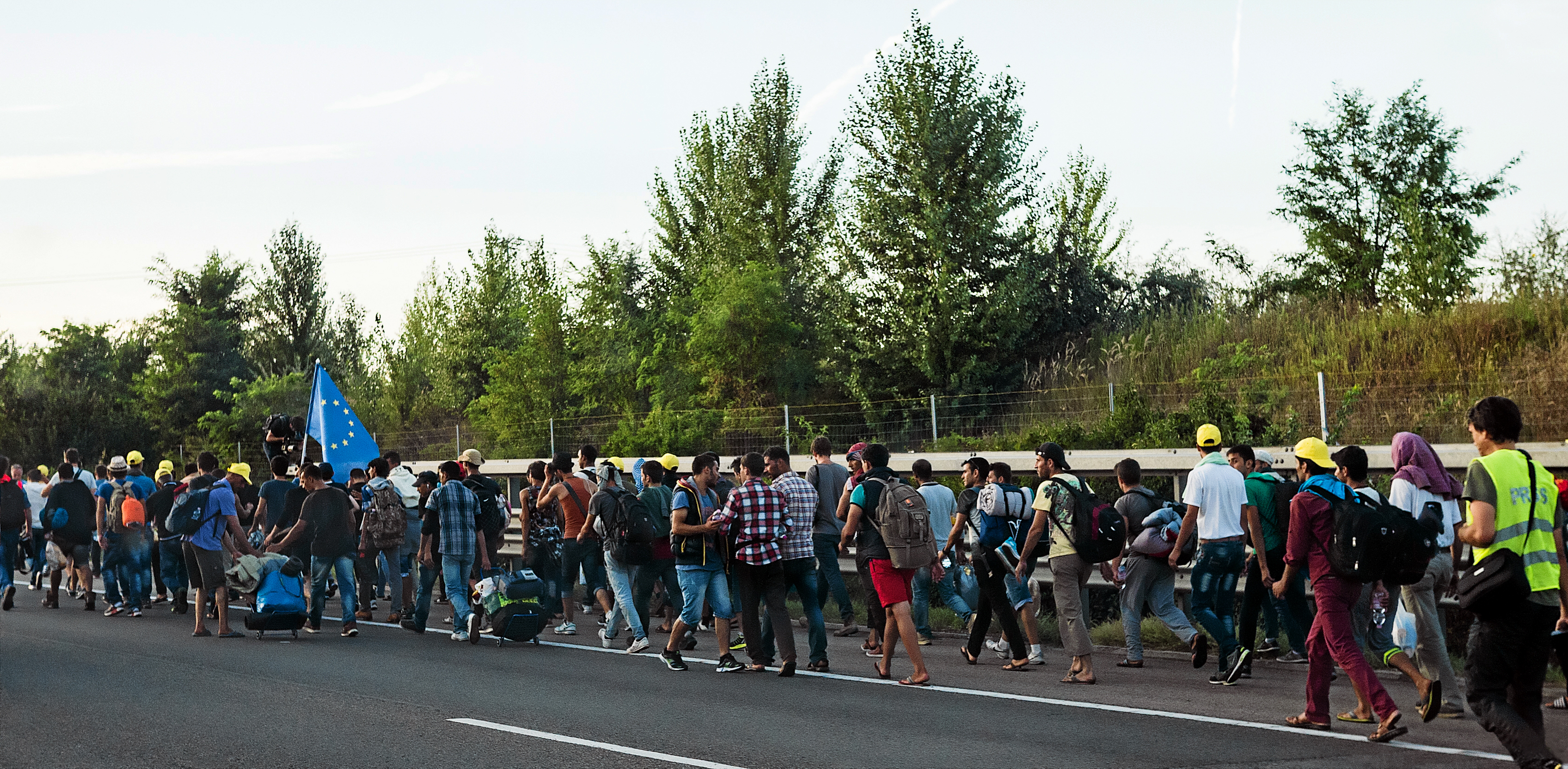
2015年9月4日，移民从匈牙利高速公路步行到奥地利

- 9月1-5日：成千上万的移民聚集在匈牙利首都布达佩斯的凯莱特火车站外，警方封锁了火车站，阻止他们前往欧盟。匈牙利政府表示，他们正在试图执行欧盟法律（都柏林规则），其中规定难民应在首先进入的欧盟国家寻求庇护。然而，很多移民想去德国寻求庇护。四天来，移民们在车站外扎营，与警察对峙。最终，数百人开始沿着高速公路走向奥地利边境。奥地利总理表示，奥地利和德国已经同意让移民越过边境。匈牙利政府放弃了对移民登记的尝试，并派公共汽车将他们送至边境。一些奥地利人和德国人聚集在一起欢迎移民。[55]由德国和奥地利活动人士驾驶的140辆汽车组成的车队也越过匈牙利边境接移民入境。[56]
- 9月2日：艾兰·库尔迪之死
- 9月5日：德国总理安格拉·默克爾宣布，德国将“不会限制寻求庇护者的人数”。她说，“作为一个强大的、经济健康的国家，我们有能力不设上限地安置寻求庇护者。”[57][58]
- 9月8日：数百名移民冲破匈牙利与塞尔维亚边境一个难民中心的警戒线，并向首都布达佩斯走去。移民们向维持秩序的警察投掷石块并破坏勒斯凯难民登记营，警察使用胡椒喷雾予以回应。约有300名移民跑到附近的高速公路上，高呼“德国，德国”。[59][60]
- 9月9日：数百名移民，试图乘坐火车从德国到瑞典，当他们进入丹麦时被警察拦截。约有200名移民拒绝从火车上下车，约有300名乘客沿着E45高速公路前往瑞典。丹麦警方被迫关闭高速公路，暂停所有来往德国的列车服务。[61]移民不想在丹麦注册，因为政府削减了新移民的福利，并限制了居留权，而瑞典承诺向所有叙利亚寻求庇护者发放居留证。[62][63]
- 9月12日：欧洲数个城市举行了声援难民和移民的示威活动。在伦敦的集会上，民众高举着“开放边境”和“让难民入境”的标语，一路游行走到首相府。在哥本哈根，大约30,000人在丹麦议会大楼外示威，高呼“大声说，说清楚，这里欢迎难民”，要求政府清楚表态收容难民。[64]瑞典、法国、奥地利和荷兰也举行了集会。与此同时，华沙、布拉格和布拉迪斯拉发也出现了数千人参加的反对移民的示威活动。[65]
- 9月13日：由于乘坐的超载船只发生海难，至少34名难民在靠近希腊海岸处溺亡，其中包括4名婴儿与11名儿童。[66]当时，行驶在法爾馬科尼西島附近的出事船只遭遇大风，船只倾覆。[67]

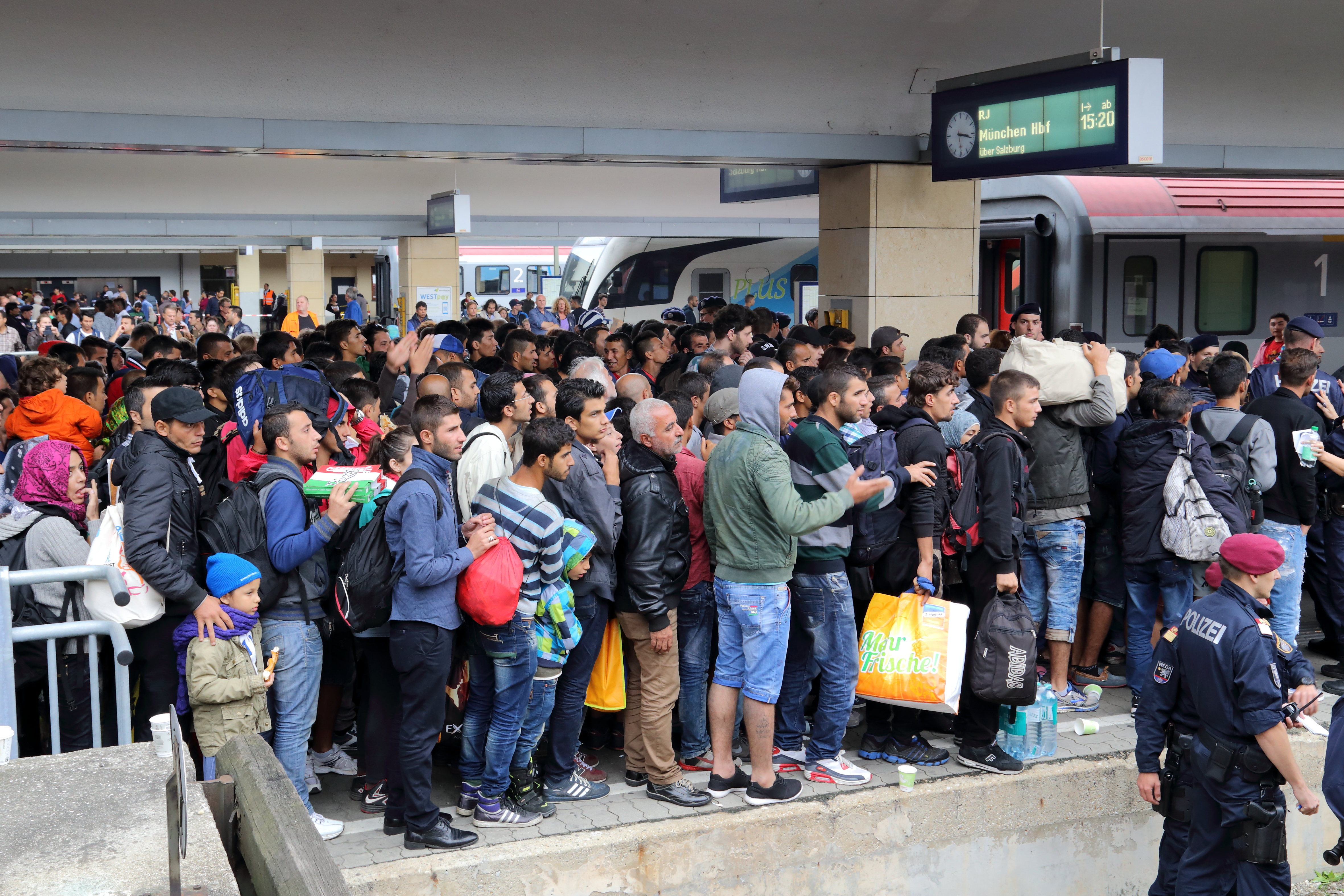
移民们在奥地利維也納西站，在去德国的路上。

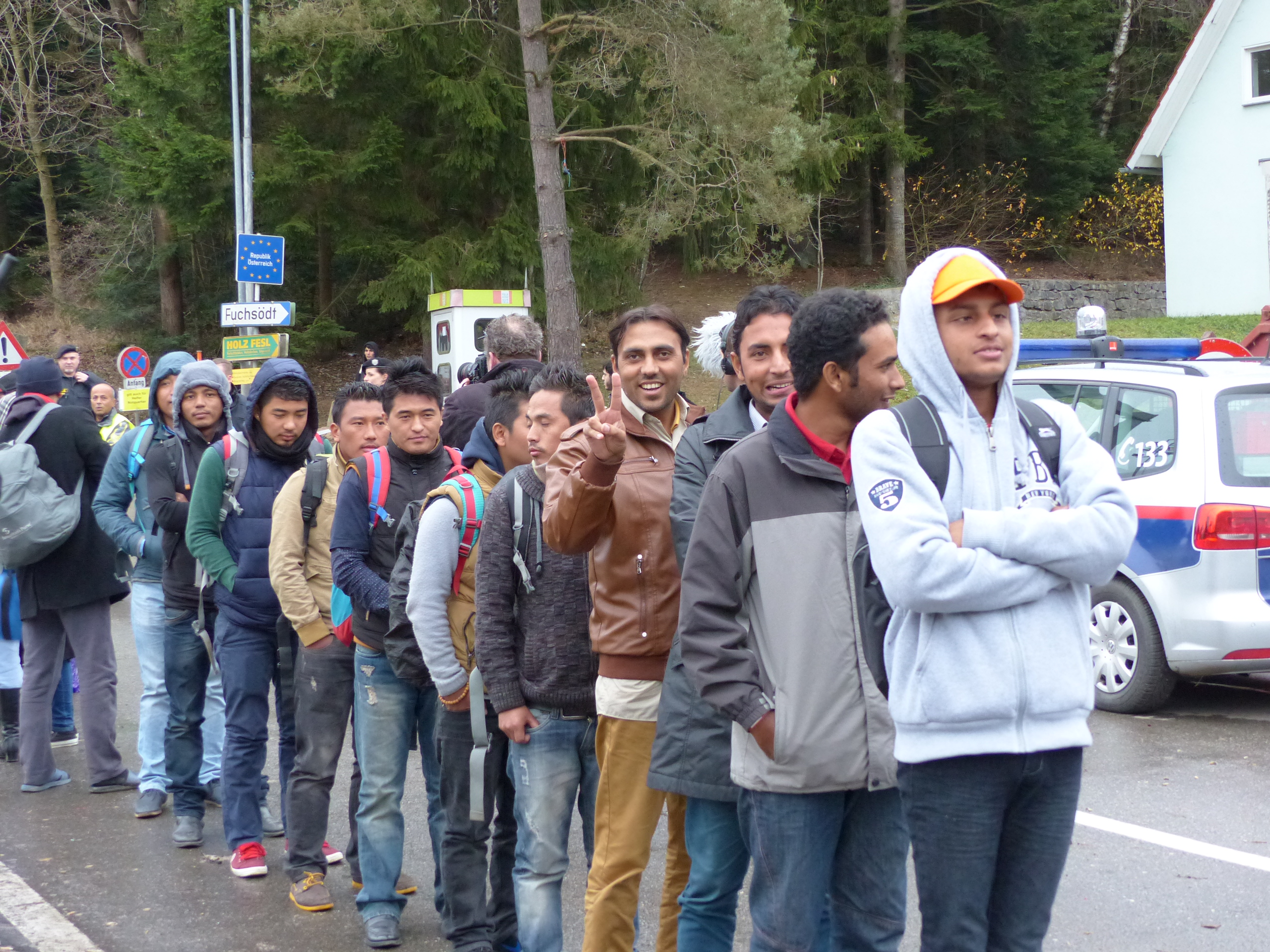
移民们在奥地利德国边境。

- 9月13日：德国在与奥地利接壤的边境实行临时管制，以应付流入的移民。德国和奥地利之间的列车暂停了12小时。德国副总理说，德国正在接近“其承受能力的极限”，超过13,000名移民在一天抵达了慕尼黑，预计在周末将有40,000人抵达德国。[68][69][70]
- 9月14日：奥地利对匈牙利进行边境管制，并将奥地利部队部署到边境，以帮助应付流动人口的流入。[71]
- 9月15日：匈牙利关闭了与塞尔维亚的边境，并宣布南部与塞尔维亚接壤的两个县进入紧急状态，匈牙利新的法律15日生效，以阻止非法入境者。法律规定，非法跨越边界，破坏匈牙利塞尔维亚边境新建的围墙是犯罪行为。数百名移民聚集在栅栏边，有的扔下食物和水，以抗议不被允许通过。不久后，匈牙利开始在与克罗地亚边界建立栅栏。[72]
- 9月16日：数百名移民试图突破匈牙利 - 塞尔维亚边界在霍尔戈什的栅栏，并向匈牙利警方投掷石块。警方用催泪瓦斯和水炮回应。匈牙利政府说，有20名警员受伤，并指责移民使用儿童作为“人类盾牌”。[73]
- 9月17日：随着大批难民从塞尔维亚进入克罗地亚，克罗地亚宣布关闭与塞尔维亚的8个边境通道中的7个。克罗地亚的官员们说，自从本周早些时候匈牙利 - 塞尔维亚的边界关闭以来，已经有13,000多名难民涌入克罗地亚，他们做出这个决定是迫不得已。[74][75]斯洛维尼亚还在与匈牙利接壤的边界方面实行临时管制，以应付潜在的移民流入。[76]
- 9月20日：一艘载满移民的橡皮艇在土耳其恰納卡萊海岸遭一艘土耳其船撞沉。至少有13名移民，其中包括6名儿童溺亡。[77][78]
- 9月22日：欧盟内政部长会议在司法与内政部长理事会以“多数票”通过分配120,000抵欧难民方案。捷克、匈牙利、罗马尼亚和斯洛伐克投出的反对票未能奏效。该想法是两年内在成员国范围内从意大利、希腊转移安置120,000名难民。该计划只适用于最需要国际保护的难民，而非经济移民。欧盟委员会建议欧盟成员国强制执行该计划。[79][80][81]
- 9月27日：一艘船在土耳其博德鲁姆海岸沉没，包括五名儿童在内的十七名叙利亚移民溺亡。[82]

### 2015年10月

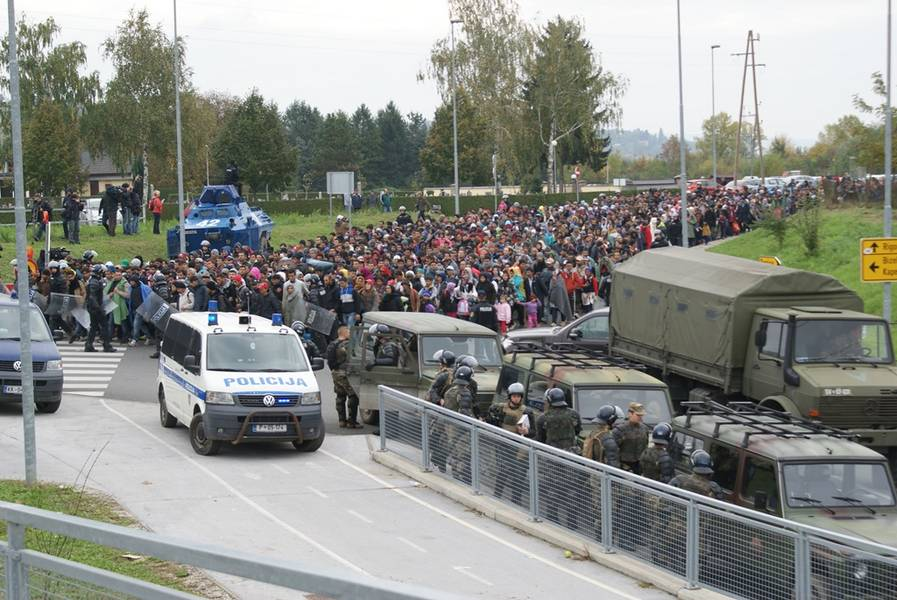
2015年10月22日，移民抵达斯洛文尼亚多波瓦

- 10月7日：欧盟在地中海南部开始新的行动，拦截偷运移民的船只。 在“索菲亞行動”下，海军舰艇将能够登上、搜查、抓捕和转移涉嫌用于走私人员的船只。在此之前，欧盟一直专注于监视和救援行动。[83]
- 10月15日：欧洲理事会支持与土耳其的行动计划，以缓解移民流向欧洲的情况。领导人同意加快对土耳其的签证自由化谈判，为土耳其加入欧盟（英语：Accession of Turkey to the European Union）谈判重新注入活力。土耳其外长说，这项协议是一份草案，尚未得到同意。[84][85]
- 10月16日：匈牙利宣布，已经在与克罗地亚的边境建成了348公里（216英里）围栏，并将在午夜关闭边界。这迫使移民转移到斯洛文尼亚。然而，只有二百万人口的斯洛文尼亚表示，它每天只能接纳2,500人，使成千上万的移民滞留在了克罗地亚。[86]
- 10月16日：一名阿富汗移民从土耳其非法入境后被斯雷代茨镇附近的保加利亚边境警察枪杀。该名男子是约50名阿富汗非法入境者的一员。保加利亚官员说逮捕过程中移民拘捕，于是一名警察开枪示警，该男子被反弹的子弹击中，后来死亡。[87][88]
- 10月17日：一艘船在土耳其艾瓦哲克海岸沉没，至少12名移民，其中包括5名儿童溺亡。[89]
- 10月22日：斯洛文尼亚向欧盟发出呼吁，向陷入困境之中的该国施以援手。超过12,600名的叙利亚难民在短短的24小时内涌入斯洛文尼亚。[90][91][92]
- 10月25日：11个欧盟国家和3个非欧盟国家的首脑在布鲁塞尔召开紧急会议，讨论移民危机。各方一致同意，将自希腊至德国沿线新增100,000个难民接待中心，并将派出400名警务人员到斯洛维尼亚协助其处理不断涌入该国的难民。据报道，在上一周，每天有9,000多名移民到达希腊。[93][94]

### 2015年11月

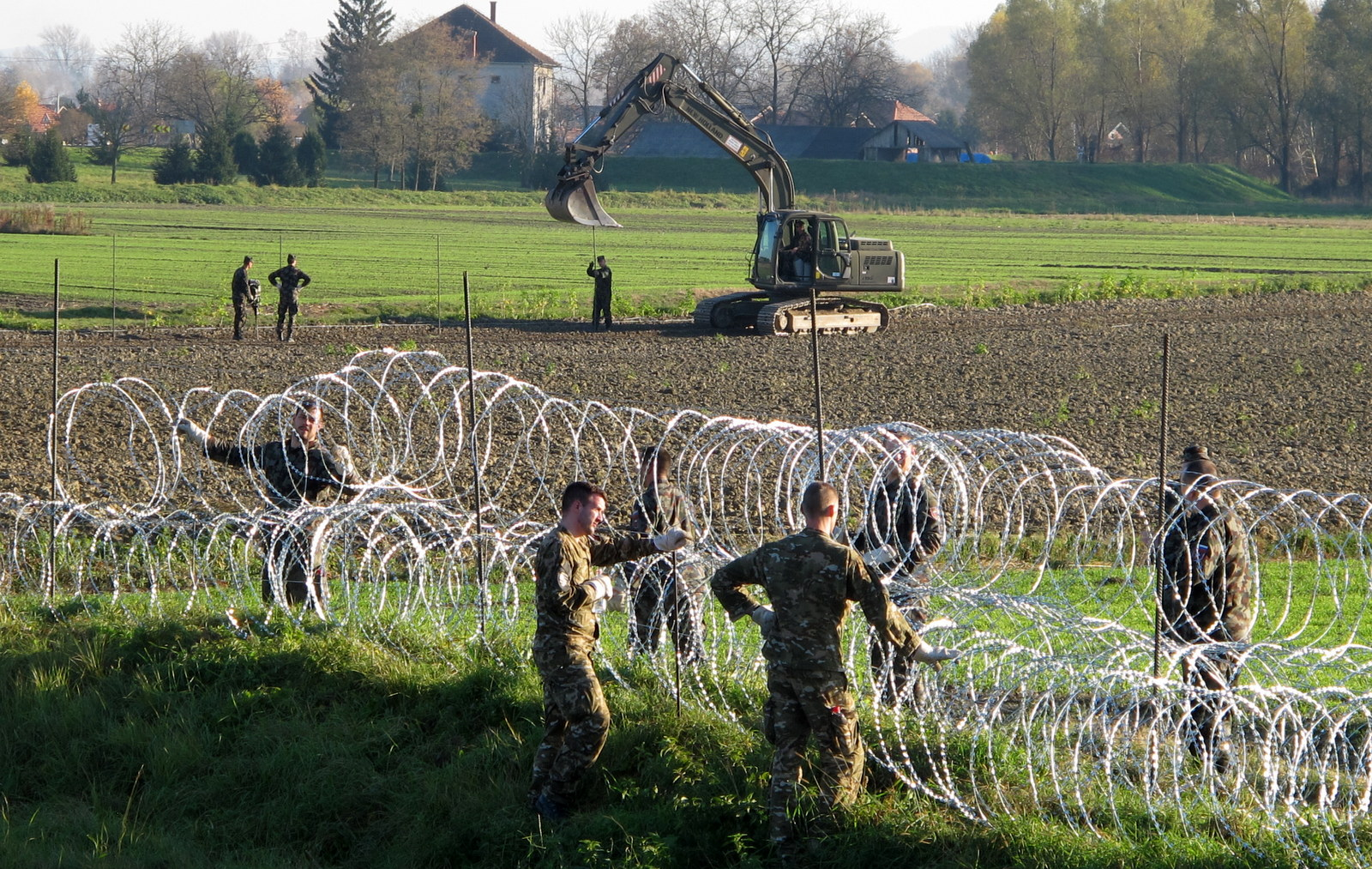
2015年11月，斯洛文尼亚士兵在克罗地亚边境修建隔离墙

- 11月5日：奥地利开始在与斯洛文尼亚边界修建围栏，以控制移民的流入。[95]
- 11月11日：斯洛文尼亚开始在与克罗地亚边界修建围栏，以控制移民的流入。[96]
- 11月11-12日：瓦莱塔移民峰会（英语：Valletta Summit on Migration）——是一次在马耳他首都瓦莱塔举行的欧洲和非洲领导人峰会，旨在讨论移民危机。11月12日，领导人签署了一项协议，成立紧急信托基金，以帮助非洲国家的发展，并鼓励非洲国家领回抵达欧洲的移民。[97][98]
- 11月13日：伊斯兰国武装分子在巴黎实施了系列恐怖袭击，造成130名平民死亡。后来，一些罪犯混在移民和难民中进入欧洲。[99][100]此次袭击促使欧洲官员重新评估他们对移民和边境控制的态度，并认为在审查移民方面需要更严格。[101][102]
- 11月24日：瑞典宣布将实施临时边境检查，以控制移民流入该国，这意味着不允许任何人在没有身份证明的情况下入境。瑞典还宣布，大多数难民从4月份开始只能获得临时居留证。首相斯蒂凡·洛夫文表示：“令我痛心的是，瑞典不再有能力在今天的高水平上接受庇护者。我们根本做不下去了。”宣布了这项措施后，女副首相奥萨·罗姆森（英语：Åsa Romson）大声哭了起来。[103]
- 11月28日：芬兰当局报告说，自今年年初以来，庇护申请已经达到了3万多个，接待中心正在迅速耗尽。[104]
- 11月28日：马其顿开始在与希腊边界修建围栏。移民与马其顿防暴警察发生冲突，造成40人受伤。[105][106]

### 2015年12月
- 12月8-9日：四艘船在希腊法尔马科尼西岛沉没，至少21移民溺亡，遇难者中包括七名儿童。[107][108]
- 12月16日：2015年海尔德马尔森骚乱——约有2,000人抗议在荷兰海尔德马尔森镇建立避难中心的计划。抗议者与警方发生冲突，在此期间有数人受伤，警方不得不鸣枪示警驱散示威者。[109]
- 12月16日：挪威政府首次设立移民部长职位，挪威寻求庇护者的数量创历史新高，在2015年共接收了30,000人，最终导致了议会对加强庇护条例广泛的共识。移民部长由西尔维·利斯陶格（英语：Sylvi Listhaug）担任，她发誓要使挪威的庇护政策成为“欧洲最严格的之一”。[110][111][112]
- 12月24-27日：2015年科西嘉抗议（英语：2015 Corsican protests）——针对急救服务的袭击后，种族间的紧张局势在科西嘉首府阿雅克肖爆发。据悉，圣诞节平安夜消防队员被谎报火警引诱进入一个移民人口众多的社区，然后遭到阿拉伯青年使用混凝土块、铁棍及棒球棍袭击消防车并砸毁车窗，打伤两名消防员和一名警察。在接下来的几天里，数百科西嘉人举行反对袭击的抗议，一个穆斯林教的祈祷场所被洗劫一空并烧毁。[113][114]
- 12月30日：联合国难民署报告说，人数超过百万的移民和难民2015年从海上抵达了欧洲。超过80%的人从土耳其到希腊，而剩余的大多数是从利比亚到意大利。据记载，3735人死亡或在海上失踪。[115]

## 2016年

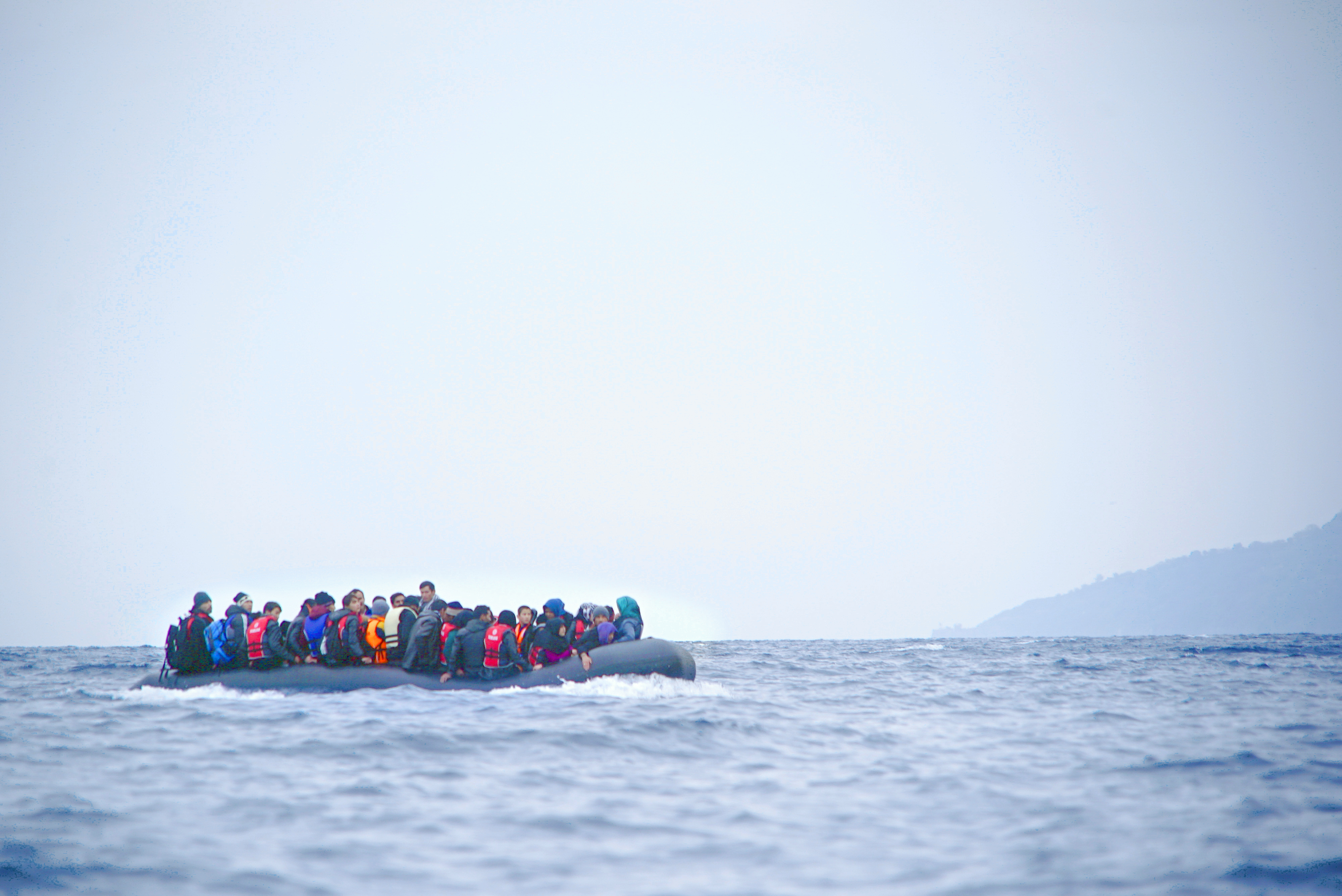
2016年1月，移民从土耳其横渡爱琴海到达希腊莱斯沃斯岛。

### 2016年1月
- 1月1日：德国跨年夜性侵——2016年跨年夜庆祝活动期间，据报道有数以百计的性侵犯，数不清的偷窃以及至少5起强奸案在德国几个城市发生，其中大多数发生在科隆市中心。首席检察官表示，“绝大多数”的嫌疑人是最近来自北非和中东的寻求庇护者和非法移民。[116]这些袭击导致了对大规模移民的态度的加强，并引发了关于德国庇护政策（英语：Asylum in Germany）和欧洲与伊斯兰国家社会差异的可持续性的争论。德国政府还提出修改法律，以便容易驱逐被定罪的移民。[117][118]
- 1月4日：瑞典对与丹麦的边界开始身份检查，以阻止移民流入。这些变化意味着没有人可以在没有身份证的情况下过境，如果旅客没有有效身份证明，运输公司将被罚款。瑞典国营火车运营商SJ表示，由于无法进行所需的检查，将停运所有瑞典丹麦之间的火车。[119]作为回应，丹麦加强了与德国的边界管制。[120][121]
- 1月9日：约有1,700人在科隆参加了PEGIDA示威，抗议跨年夜袭击，并呼吁总理默克尔辞职。当警方试图驱散集会人群时，一些抗议者投掷自制土火箭、瓶子和鞭炮，警方通过发射催泪瓦斯和水炮来作出反应。[122]左派人员在附近举行反示威活动。次日，在袭击发生的地区11名移民殴打了一群义务警察。[123]
- 1月11日：瑞典警方展开了一次内部调查，针对警方和记者被指控隐瞒了大量发生在2014年音乐节的移民青年性侵犯案件（英语：We Are Sthlm sexual assaults）。[124][125]不久之后，瑞典警方不再允许对犯罪嫌疑人的种族进行描述。这是为了避免将移民群体指责为犯罪分子，避免种族主义的指控。[126]
- 1月25日：亚历山德拉·梅泽尔之死——一位瑞典女性，亚历山德拉•梅泽尔，在她工作的默恩达尔难民中心被寻求庇护者刺死。这一事件导致对移民的暴力和支持极右群体的明显上升。[127][128][129][130]
- 1月26日：丹麦议会通过了一项法律，允许政府从寻求庇护者处收缴贵重物品以支付其维持费用。新法规定寻求庇护者只能留下10,000克朗的随身物品，超过部分将被充公，但不适用于具有情感价值的贵重物品，例如结婚戒指。该法律遭到人权团体的广泛批评。[131][132]
- 1月26日：在法国北部的格朗德桑特移民营中爆发了一场枪战。警方认为，在穆斯林和基督徒之间的紧张局势的背景下，敌对团伙走私者之间爆发了战斗。一名法国共和国保安队高级官员声称“穆斯林正试图从营地驱逐基督徒”。[133]
- 1月27-28日：一艘船在希腊萨摩斯岛翻船，二十六移民，其中十名儿童溺亡。[134]
- 1月29日：在瑞典，多达100名黑衣蒙面男子前往斯德哥爾摩中央車站游行，袭击了年轻的移民。他们分发传单，声称移民经常在车站袭击和抢劫人们，并呼吁采取行动打击移民犯罪。这导致了与警方发生冲突。[135][136][137]

### 2016年2月
- 2月6日：土耳其外交部（英语：Ministry of Foreign Affairs (Turkey)）宣布加强对伊拉克公民赴土耳其的签证限制，以此作为打击非法移民进入欧洲的决心的标志。此前，伊拉克人被允许进入土耳其30天。现在，他们必须预先申请电子或纸质签证进入该国。[138]
- 2月7日：一艘船在土耳其埃德雷米特湾沉没，造成至少27名移民溺亡，其中包括11名儿童。[139]
- 2月9和14日：在希腊的科斯岛，数百名当地人抗议建立一个移民和难民检查中心。抗议者与警察发生冲突，警察发射了催泪瓦斯和闪光弹。有人向警察扔燃烧瓶，一个自制的炸弹在警察局外爆炸。[140]
- 2月11日：土耳其总统雷杰普·塔伊普·埃尔多安威胁要将数百万难民从土耳其送往欧盟，除非土耳其获得更多资金来容纳难民。[141]与此同时，北约同意向爱琴海派出三艘军舰，拦截试图到达希腊的移民，并将他们送回土耳其。[142]
- 2月15日：保加利亚宣布将关闭其所有的欧盟外部边界，和驱逐不符合庇护标准的任何人。[143]
- 2月17日：奥地利宣布将在其与匈牙利、斯洛文尼亚和意大利边境进行检查，以阻止移民的流入。奥地利还宣布将对允许进入该国的寻求庇护者数量设定每日上限，并限制每日庇护申请。欧盟移民专员表示庇护申请的上限将违反欧盟和国际法律。[144]
- 2月23日：比利时宣布临时恢复与法国的边界管制，防止想要前往英国的加来移民营的移民（英语：Migrants around Calais）在无处可归的情况下涌向比利时。[145][146]
- 2月23日：挪威首相埃尔娜·索尔伯格提出了一份不可抗力的紧急法案，将允许挪威拒绝接收边境的难民。这项违反国际法的措施将在邻国瑞典庇护制度“彻底崩溃”的情况下实施。[147][148][149]
- 2月24日：匈牙利政府宣布将对欧盟强制性移民配额（英语：Hungarian migrant quota referendum, 2016）举行全民公决。欧盟委员会批评了这一决定，而欧洲议会议长马丁·舒尔茨谴责这是一次“民粹主义和民族主义对全球挑战的反应”。[150]
- 2月25日：因在移民危机中存在尖锐的分歧，希腊召回了驻奥地利大使。[151]与此同时，欧盟移民专员警告说，欧盟的移民制度可能在数周内“完全崩溃”。[152]

- 2月26日：两名巴基斯坦移民试图在雅典市中心上吊自杀，以抗议被滞留在希腊。[153][154]
- 2月29日：法国当局开始拆除部分移民营，并发生冲突。移民和“无边境”活动（英语：No Border network）人士投掷石块，点燃安置所，约150名移民挥舞铁杆，跑到路上阻挡车辆。防暴警察投掷催泪瓦斯回击。政府希望将移民迁往由集装箱改装的官方住所，但大多数人拒绝搬离，他们担心将被迫在法国避难，而不能前往英国避难。[155][156][157]

### 2016年3月
- 3月2日：北约驻欧洲最高指挥官称，俄罗斯和叙利亚的阿萨德政权正在利用大规模移民作为“对欧洲的侵略战略”。[158]
- 3月5日：一艘移民船在土耳其季季姆附近沉没，二十五名移民溺亡。[159][160]
- 3月7日：数百名加来居民，在巴黎举行抗议，要求政府承认由于移民在加来过境与滞留，加来“遭受特殊的经济灾害”。[161][162]
- 3月7日：瑞典厄斯特松德警方警告，女性晚上不要单独外出，因为此前发生了多起移民针对妇女和女孩的性侵害事件。这一警告遭到了该市社会民主党市长和其他人的批评。[163][164][165]
- 3月9日：巴尔干半岛国家宣布加强对移民入境的限制，以关闭“巴尔干通道”。斯洛维尼亚、克罗地亚、塞尔维亚和马其顿宣布，只有计划在该国寻求庇护的移民或具有明确人道主义需要的移民将被允许进入，没有有效文件的移徙者将被拒绝。[166][167]由于移民危机，匈牙利宣布进入紧急状态，并在边境增派了警察和军队。[168]德国总理安格拉·默克爾谴责“单方面”关闭巴尔干通道。[169][170]
- 3月12日：在柏林，约有3,000人参加了反对德国政府“门户开放”庇护政策的抗议游行。这一规模比警方此前预计的抗议者数量还要多出十倍。另有1,000多人走上柏林街头举行针锋相对的反排外游行。[171][172]
- 3月12日：在加来，来自身份认同运动的130多名活动人士阻止了从移民营进入市中心的道路。活动人士设立路障，焚烧轮胎，举着“保卫加来”的横幅标语。防暴警察强行驱散活动人士，并逮捕了14人。[173]
- 3月13日：德国右翼民族主义政党德國另類選擇（AfD）在德国州议会选举中表现强劲。该党反对大规模移民和德国政府的“门户开放”庇护政策。[174][175][176]
- 3月18日：欧盟和土耳其就解决非法（或“不合法”）移民问题达成协议。从3月20日起，所有从土耳其入境希腊的避难者须在希腊进行登记、提交避难申请，未履行上述步骤或不满足避难条件的非法移民将被遣返土耳其。每遣返一名经土耳其入境希腊的非法移民，欧盟将安置一名土耳其境内的叙利亚难民到欧盟境内。土耳其将采取更严厉行动防止非法移民。作为回报，欧盟将向土耳其提供30亿欧元帮助其容纳难民，并允许土耳其公民在六月底之前自由地进入申根区旅游。[177][178]

### 2016年4月

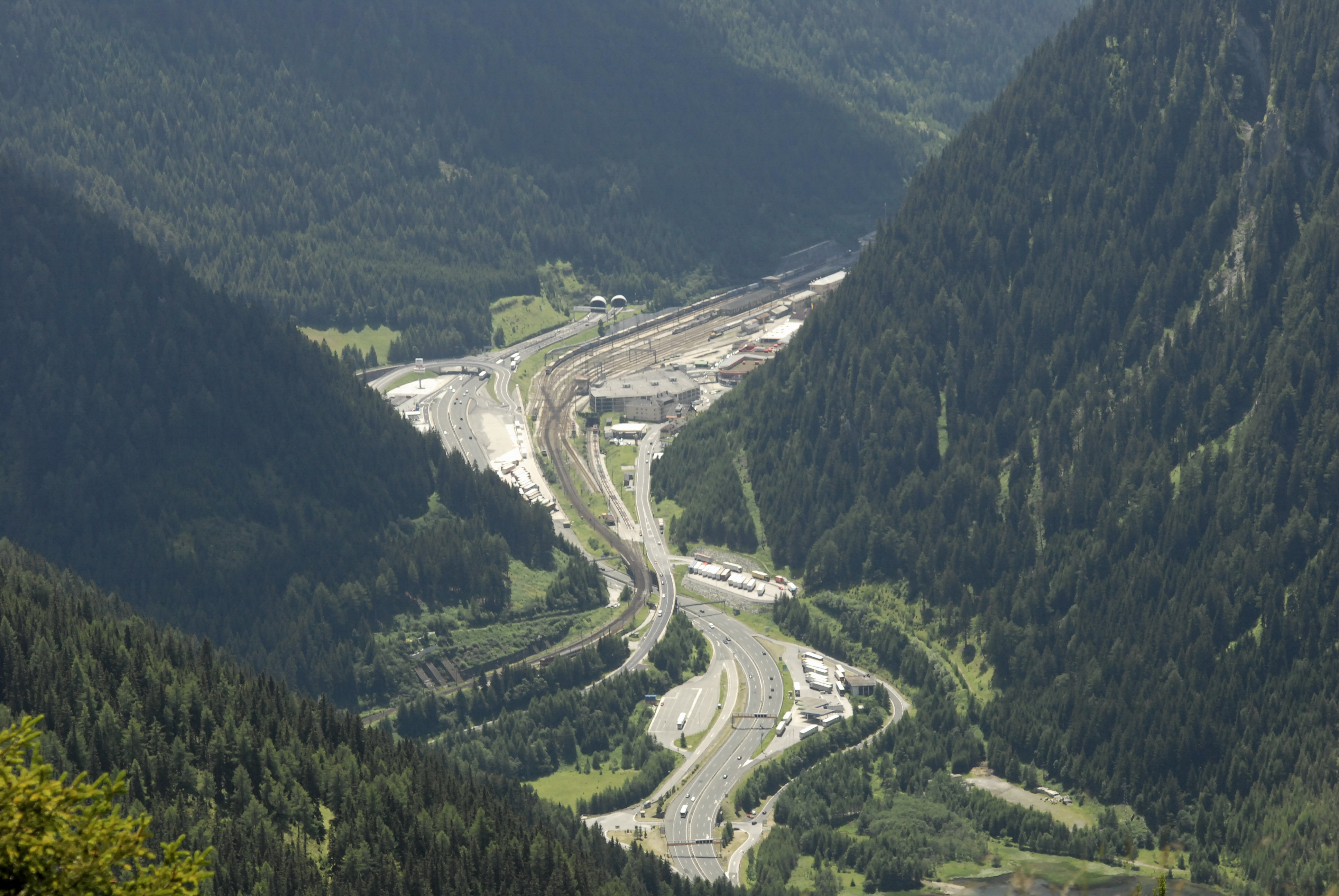
布伦纳山口，在意大利和奥地利边境

- 4月3日：数百名“无边界”活动人士在意大利 - 奥地利边界的布伦纳山口抗议奥地利实行更为严格的边境管制计划。当激进分子试图进入奥地利时，爆发了冲突。一些人向奥地利警察投掷石块，试图冲破警察的防线。奥地利警方用警棍、盾牌和胡椒喷雾迫使他们回去。十名抗议者和五名警察受伤。[179][180]
- 4月6日：移民在希腊比雷埃夫斯港进行抗议，当局试图将他们从临时营地移到官方的移民庇护所。一名移民在警察阻止他试图砸车后，威胁要将一名婴儿抛在地上。[181]
- 4月10日：在希腊 - 马其顿边界的伊佐迈尼移民营发生冲突。数百名移民试图冲破边境障碍，向马其顿警方投掷石块。警方通过发射催泪瓦斯、闪光弹和塑料子弹（英语：Plastic bullet）作出回应。200多名移民和至少15名警察受伤。希腊政府发言人称马其顿警方采取的行动“危险和应受到谴责”。[182][183][184]后来，移民劫持了一节火车车厢，并试图用它来突破障碍物。在库尔德人和阿富汗人之间的冲突中，一辆被难民非法擅自占用的火车也被点燃。[185][186]
- 4月12日：奥地利开始在意大利边界布伦纳山口修建围栏和登记中心。奥地利国防部长威胁要关闭布伦纳山口，除非意大利阻止了北移的移民。 欧盟和难民机构批评了这些措施。[187][188]
- 4月15日：一群自发组织的治安队员和数百名移民，在巴黎斯大林格勒地铁站外的临时移民营发生冲突。警方使用催泪瓦斯驱散人群，四人被送往医院。[189]
- 4月16日：教宗方济各在访问了希腊的莱斯沃斯岛上的营地后，带着12名叙利亚难民回到梵蒂冈。他们来自三个家庭，包括六个孩子，都是穆斯林，他们的家园在叙利亚内战期间遭到轰炸。梵蒂冈发表声明说，教宗方济各希望以此对难民“表达欢迎的姿态”。[190][191]
- 4月18日：土耳其政府威胁要退出其与欧盟的协议，除非欧盟在6月份之前给予土耳其公民免签证旅行。退出协议意味着土耳其将不再接收从欧盟遣返的移民。[192][193]
- 4月18日：一名移民被囚车撞倒后，移民们在伊佐迈尼移民营向希腊警察投掷石块。警方发射催泪瓦斯驱散人群。[194]
- 4月19日：“难民欢迎”组织开始在YouTube投放广告，当德国YouTube用户搜索反大规模移民时，就会看到他们的广告。广告无法跳过，并使用YouTube的广告系统来定位某些搜索字词。[195]
- 4月20日：瑞士政府表示已经制定计划，如果移民大量涌入该国，将会在边境口岸部署2,000名士兵。[196]
- 4月24日：奥地利自由党候选人諾伯特·霍費爾反对大规模移民，赢得了奥地利总统选举第一轮投票。投票结果迫使奥地利总理、社会民主党领导人维尔纳·法伊曼于5月9日辞职。[197][198][199]与此同时，在意大利 - 奥地利边界的布伦纳山口“无边界”抗议者和奥地利警察之间发生了进一步的冲突。[200][201]
- 4月25日：挪威当局开始向500名自愿离开该国的寻求庇护者提供1万克朗的奖金。挪威移民局（UDI）表示，该计划比将其留在庇护中心的成本更低。[202][203]
- 4月26日：在希腊和荷兰移民部长视察后不久，希腊莱斯博斯岛莫里亚拘留中心发生了骚乱，难民焚烧垃圾箱，向警方投掷石块。[204][205]
- 4月27日：奥地利议会通过了一项法律，允许政府在移民数量再次激增的情况下宣布紧急状态。当局将只会接纳在邻国受到威胁的，或亲戚已经在奥地利的难民。“特别措施”还将要求移民在边界的登记中心请求庇护，在检查申请时可能被拘留长达120小时。议会还投票通过了限制难民的庇护期，和已经获得难民身份的人的家人想前来奥地利团聚也更加困难。[206][207]

### 2016年5月
- 5月4日：欧盟委员会建议，欧盟成员国若不接受庇护申请者的配额，将对其罚款。成员国应缴纳每人250,000欧元的罚款，这笔款项将悉数发放给代替该国家接收这些难民的“前线”国家，如意大利和希腊。[208][209][210][211]
- 5月5日：比利时警方在尼乌波尔特一辆卡车上发现了数十名移民，四名伊拉克走私者驾驶汽车逃跑，警方驾驶汽车高速追逐至法国境内。警方开枪射击嫌疑人车辆，嫌疑人车辆最后在敦刻尔克附近坠毁。追逐造成数起事故，一个骑摩托车的人丧生。[212]
- 5月7日：意大利 - 奥地利边界的布伦纳山口发生一个月以来的第三次冲突。数百名无政府主义者抗议更为严格的边界管制措施，向意大利警方投掷石块和爆竹，警方使用催泪瓦斯回击。[213]
- 5月9日：一名叙利亚移民在斯洛伐克 - 匈牙利边界被斯洛伐克边防部队射伤。边境的官员阻止了4辆运载难民的从匈牙利进入斯洛伐克的车，有3辆车都服从了指挥，但是第4辆试图逃跑并伤害执勤人员。官员们先只是警告性的开枪，但那辆车并没有停下，他们才向该车开枪并射伤一人。六名涉嫌走私者和11名移民被捕。[214][215]

### 2016年9月
- 9月14日：埃及海軍宣布他们于古尔邦节假期期间在謝赫村省拦截了两艘开往欧洲的渔船，船上载有440名移民。两艘船后来被带回亚历山大港，移民们接收了当局的医疗保健。缉获的渔船后来被审查起诉。[216]
- 9月21日：一艘载有约600名难民前往欧洲的船只在埃及布海拉省拉希德地区附近的地中海海域沉没（英语：2016 Egypt migrant shipwreck），204具遗体被找到。[217][218]

### 2016年11月
- 11月3日：2016年11月利比亚移民海难

### 2016年12月
- 12月4日：奥地利自由党候选人諾伯特·霍費爾在奥地利总统选举中输掉了最后一轮选举。[219]

## 2017年

### 2017年3月
- 3月17日：土耳其和几个欧洲国家在土耳其修宪公投期间发生紧张关系之后，土耳其内政部（英语：Ministry of the Interior (Turkey)）长苏莱曼·索伊卢威胁每月要向欧盟输入15,000名难民，而外交部长梅夫吕特·恰武什奥卢也威胁要取消2016年3月达成的欧盟 - 土耳其移民协议。[220][221][222]
- 3月24日：一家西班牙援助组织证实，至少有240名难民和移民因两艘船在地中海倾覆后死亡。[223][224]

### 2017年5月
- 5月8日：据安莎通讯社，约有80名来自利比亚的移民在地中海遇难。另有40名幸存者被一艘海岸警卫船救出，并被带到意大利波萨洛夫港（英语：Port of Pozzallo）。[225]
- 5月24日：至少有34名移民在利比亚附近的海岸，从一艘超载船只跌落海中遇难，其中许多是小孩。[226]

### 2017年6月
- 6月16日：据利比亚官方，利比亚海岸卫队在塞卜拉泰附近海岸约7公里处地中海拦截并救起906名非法移民，其中包括92名妇女和25名儿童。[227][228][229]

### 2017年9月
- 9月24日：反移民的德國另類選擇（AfD）成为自第二次世界大战以来第一个进入德国联邦议院的民族主义政党，成为第三大党，也是最大的反对党。该党的崛起与安格拉·默克尔处理难民危机直接相关。[230][231][232][233][234]

### 2017年12月
- 12月18日：10月奧地利議會選舉选举后，反移民的奥地利自由党（FPÖ）成立库尔茨政府（英语：Kurz government）。奥地利自由党和塞巴斯蒂安·库尔茨在这场以移民危机为标志的选举中反对移民。[235][236][237][238][239][240]

## 2018年

### 2018年1月
- 1月9日：2018年利比亚移民海难（英语：2018 Libya migrant shipwrecks），一艘橡皮艇在利比亚海岸被刺穿并沉没，多达100名移民失踪。
- 1月27日：捷克总统米洛什·泽曼在反对移民、穆斯林移民和欧盟难民配额的运动后再次当选。决胜轮挑战者伊日·德拉霍什（英语：Jiří_Drahoš）曾表示他对移民和难民配额的反对较为温和。[241][242]

### 2018年4月
- 4月8日：由匈牙利总理领导的右翼民粹主义政党青民盟在议会中赢得了三分之二的绝对多数，这场胜利几乎完全归功于反对移民和欧盟难民配额的运动。[243][244][245][246]

### 2018年6月
- 6月1日：民粹主义的变革政府是五星運動和北方聯盟之间的联盟，在3月意大利大选后成立。北方联盟领袖兼内政部长馬泰奧·薩爾維尼承诺，将阻止非法移民，驱逐60万移民，结束意大利和西西里成为“欧洲难民营”的局面。[247][248][249][250]

- 6月10日：意大利和马耳他拒绝乘坐载有629人的非政府组织船只水瓶座号（英语：Aquarius_Dignitus）登陆上岸（其中包括7名孕妇、11名儿童和123名无人陪伴的未成年人）。这些移民乘坐充气船从利比亚出发，在利比亚海岸被接走。[251]萨尔维尼说，他希望结束非法移民和人口贩卖。[252]

### 2018年7月
- 7月8日：意大利内政部长馬泰奧·薩爾維尼宣布，他的国家也将拒绝外国海军以及在海上登上难民船的欧洲边境及海岸警卫队（英语：European_Border_and_Coast_Guard_Agency）船只。他敦促欧洲救援团把难民从意大利港口带走。[253]

## 2019年

### 2019年1月
- 1月5日：欧盟记录了五年来移民的最低数量。 约有150,000人采取了地中海路线； 其中57,000人被带到西班牙港口，使西地中海成为2018年最活跃的移民路线。[254]

### 2019年10月
- 10月23日：警方在埃塞克斯郡的一个货车集装箱内发现39人死亡。[255]